# Asociación estelar de AB Doradus
La asociación estelar de AB Doradus es un grupo de unas 30 estrellas que se mueven a través de espacio junto a la estrella AB Doradus. Las asociaciones estelares se caracterizan porque sus miembros tienen edad, composición (o metalicidad) y movimiento casi iguales a través del espacio. Por lo tanto probablemente tienen un origen común.
Localizada a aproximadamente 20 pársecs de distancia de la Tierra, es la asociación estelar conocida más próxima. Su edad estimada es de 50 o 119 millones de años. La velocidad media de este grupo a través del espacio tiene componentes de U = −8, V = −27 y W = −14 km/s. Diez de estas estrellas forman un núcleo central que ocupa un volumen aproximado de 10 pársecs de diámetro.

## Miembros del grupo
Gran parte de los miembros de la asociación estelar de AB Doradus pueden verse desde el hemisferio norte, siendo los más prominentes (magnitud aparente por encima de 7):
- GJ 159
- HR 2468
- HD 45270
- AB Doradus
- HD 17332